# Felipe Rose

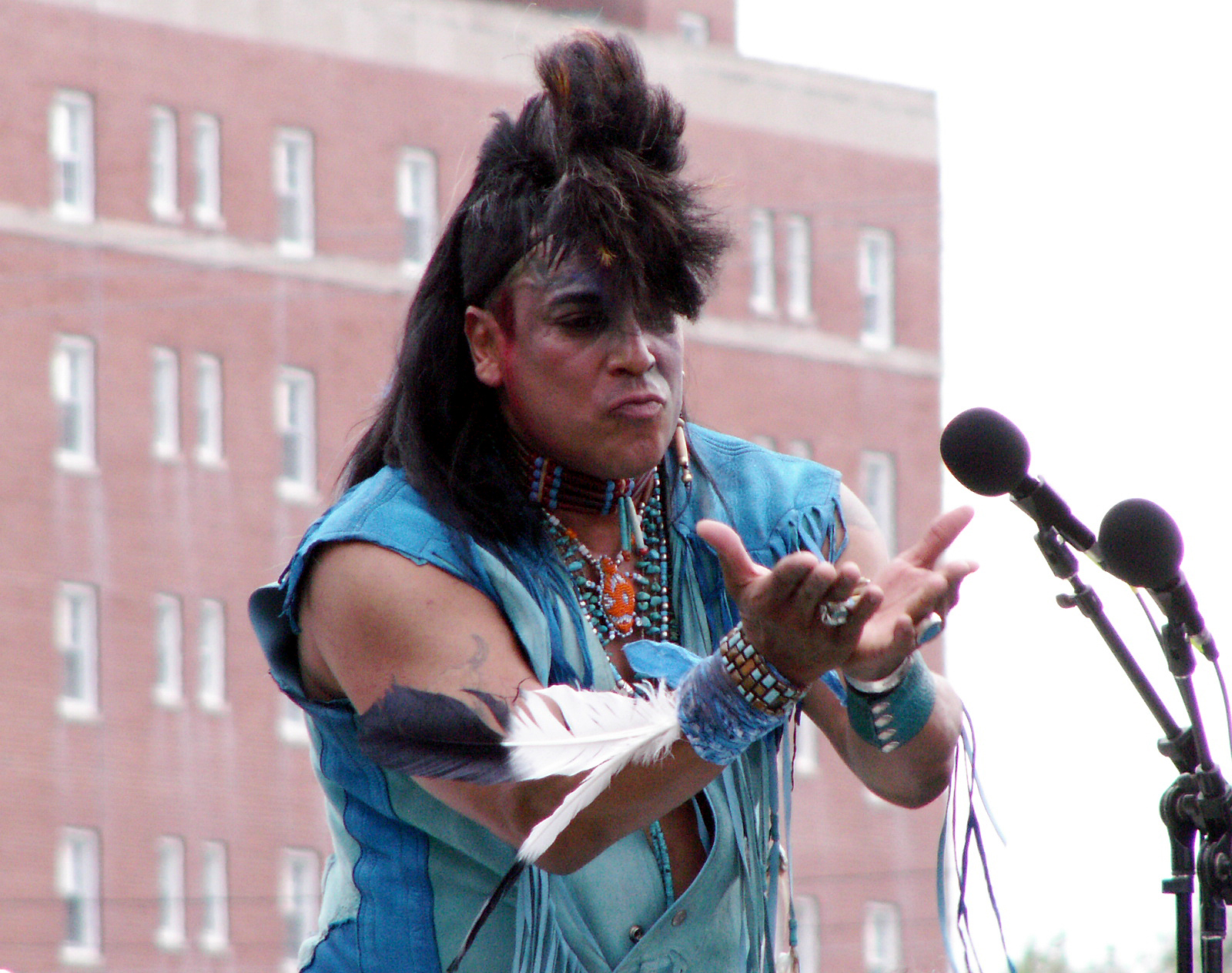
Felipe Rose bei einem Auftritt im Village-People-Kostüm in Asbury Park 2006

Felipe Ortiz Rose (* 12. Januar 1954 in New York City) ist ein Gründungsmitglied der Disco-Gruppe Village People. Seine Mutter ist Puerto-Ricanerin indianischer Abstammung (Taíno) und sein Vater ein amerikanischer Ur-Einwohner vom Stamm der Lakota Sioux.

## Die frühen Jahre
Rose wurde in New York geboren und wuchs in Brooklyn auf, wo er bereits in seiner Kindheit ein frühes Interesse an den Künsten zeigte. Seine Mutter war seine Hauptinspiration, da sie zwischen den Jahren 1940 und 1950 als Tänzerin im Nachtclub  Copacabana tätig war.
1970 gewann Rose im Alter von 16 Jahren ein Stipendium, das ihm ermöglichte, zusammen mit dem Ballett de Puerto Rico unter der Anleitung von Pasqual Guzman Tanz zu studieren. Er nahm mit seinem Ballett an einem Tanz-Drama-Vortrag von Julia De Burgos im Lincoln Center for Performing Arts teil. Die New York Post nannte seine Leistung „ergreifend und überwältigend“.

## Village People
Schon bald begann Rose sich in die Nachtclub-Szene hineinzuwagen, gleichzeitig brachte seine Tante ihn mit anderen Einflüssen im Bereich des Tanzes zusammen und empfahl ihm, das Erbe seines Vaters zu ehren, indem er dessen Stammes-Insignien trägt. Rose, der sich fortan als Indianer kleidete, arbeitete als Tänzer und als Barkeeper in einem New Yorker Go-go-Club, als er dort von dem französischen Produzenten Jacques Morali und dessen ausführendem Produzenten Henri Belolo entdeckt wurde und als erstes Mitglied der Village People verpflichtet wurde.
Sowohl Morali als auch Belolo waren fasziniert von Roses indianischer Kleidung und sahen eine Chance darin, eine Gesangsgruppe zusammenzustellen, in der jede Einzelperson ein anderes Kostüm tragen und eine bestimmte soziale Identität haben würde. Während die Produzenten bemüht waren, die anderen Mitglieder der Gruppe zu finden und zu verpflichten, wurde Rose nach Paris geschickt, um dort eine einheimische Tanzdarbietung für den Crazy Horse Saloon zu choreographieren. Als er in die USA zurückkehrte, schlug er vor, dass die anderen Mitglieder der Gruppe die Uniformen tragen, welche die hauptsächlich vertretenen Berufsgruppen in New Yorks Greenwich Village darstellen.
Im Jahre 1977 hatten die Village People in Großbritannien ihren ersten Hit mit San Francisco. Im Jahre 1978 hatten sie ihre ersten Erfolge in den USA mit Machoman und Y.M.C.A. Einige halten diese Begebenheit für den Anfang der Disco-Ära.
In den 1980er Jahren sang und tanzte Rose für den lateinamerikanischen Musik-Maestro Tito Puente, des Weiteren trat er in einer regionalen Theaterproduktion der West Side Story auf. 1996 gründete Rose die Tomahawk Group, eine Gesellschaft, die die Veröffentlichungen und Songs der Village People vertreibt und ferner für die Verpflichtungen der Gruppe verantwortlich ist. Rose arbeitete zudem als Produzent für diverse Künstler und Gruppen.

## Solokarriere
2000 begann Rose an seiner Solokarriere zu arbeiten. Seine Single Trail of Tears wurde für 3 NAMMY-Awards (Native American Music Awards) für die beste historische Aufnahme, das Lied des Jahres und den besten Produzenten nominiert. 2002 wurde Rose die Ehre zuteil, die 5. jährlichen NAMMY Awards eröffnen zu dürfen, welche dieses Mal im Marcus Amphitheatre in Milwaukee gefeiert wurden. In diesem Jahr gewann Rose einen NAMMY Award für Trail of Tears für die „beste historische Aufnahme“, in der er sich mit dem Pfad der Tränen auseinandersetzt.
Im Jahre 2002 zog Rose nach Richmond, Virginia. Er selbst bezeichnete die Stadt als “the next Southern town on the rise”. Auf der Suche nach einem passenden Sportclub fiel Roses Wahl ironischerweise auf den Richmond Athletic Club statt auf den fast offensichtlichen YMCA.
2003 veröffentlichte Rose seine Nachfolge-Single We’re still here, die Virginia-Indianer erzählen ihre Geschichte. Die Single wurde für fünf NAMMYs nominiert, Rose und Lawson gewannen den NAMMY für Song/Single of the Year.
Am 12. Januar 2005 spendete Rose die Gold-Single des Hits Y.M.C.A. an das National Museum of the American Indian in Washington, D.C.
Rose hat in den folgenden Filmen mitgewirkt: Supersound und flotte Sprüche (1980), The Best of The Village People (1993) und Feathers and Leather: The Story of the Village People (1999). Er wirkte auch in dem im Jahre 2000 entstandenen Dokumentarbericht Village People: The E! True Hollywood Story mit.

## Spätere Jahre
Rose und die Village People haben einige Millionen Dollar für mildtätige Einrichtungen und Hilfsprojekte gesammelt. Unter diesen Projekten befinden sich u. a. der Native American College Fund und verschiedene AIDS-Hilfseinrichtungen.
Rose ist ein Mitglied der Board of Directors of Sixuvus Ltd., einer eigenständigen Village People Körperschaft. Er ist Mitglied der Advisory Board of the Native American Music Association, der LARAS-Latin Grammys und der Winter Music Conference.
Im Jahr 2006 trat Rose als Kandidat im Revival der Game-Show I’ve got a secret auf.
2008 wurde er in die NAMA Hall of Fame aufgenommen.

## Familie
Er lebt mit seinem langjährigen Lebensgefährten Charles Sadler in Richmond.